# Denis Brodeur
Denis Joseph Germain Stanislaus Brodeur (12 de octubre de 1930 - 26 de septiembre de 2013) fue un fotógrafo canadiense, reconocido como uno de los mejores fotógrafos del hockey y fue el padre del portero de New Jersey Devils, Martin Brodeur. Fue el fotógrafo oficial de los Canadiens de Montreal durante muchos años, y co-publicó un libro titulado Goalies: Guardians of the Net en 1996, que cuenta con su hijo Martin en la portada.
Al igual que su hijo, Denis también se consideró un portero excepcional, y ayudó al equipo de Canadá a ganar la medalla de bronce en los Juegos Olímpicos de 1956 en Cortina D'Ampezzo, Italia.
En noviembre de 2006, la Liga Nacional de Hockey adquirió la obra fotográfica de Brodeur, que constaba de más de 110.000 imágenes de 40 años. Algunos de los nombres legendarios incluidos en esta colección son los hermanos Phil y Tony Esposito, Jean Béliveau, Gordie Howe, Wayne Gretzky , Mario Lemieux y Bobby Orr. Él también capturó muchos eventos y lugares de interés turístico, de la desagradable rivalidad de Boston-Montreal de 1970 a través de los derechos de la primera Copa Stanley de los Diablos en 1995. Su imagen apareció en una tarjeta de hockey para el Upper Deck Series One Hockey 2004-2005.

## Vida personal
Con su esposa Mireille, Denis tuvo tres hijos-Denis Jr., Claude, Martin-y sus dos hijas-Line y Sylvie. Claude era un lanzador de béisbol en el sistema de granja de los Expos de Montreal.
El 26 de septiembre de 2013, Brodeur murió a los 82 años.